# Asplenium macrosorum
Asplenium macrosorum är en svartbräkenväxtart som beskrevs av Carlo Luigi Giuseppe Bertero. Asplenium macrosorum ingår i släktet Asplenium och familjen Aspleniaceae. Inga underarter finns listade.